# Бекешко Іван Федорович
Бекешко Іван Федорович (нар. 27 вересня 1908, с. Заріччя, Круглянський район, Могильовська область, Білорусь — ? 1986, Самбір, Львівська область, Україна) — лікар-хірург, перший завідувач відділом хірургії Самбірської центральної районної лікарні.

## Біографія
Народився в багатодітній білоруській сільській сім'ї. Мати та батько працювали в сільському господарстві. Після школи працював у колгоспі. З 1934 по 1935 служив в армії. З 1935 по 1940 рік навчався у Білоруському медичному інституті. Медичну практику хірурга розпочав у Бєлиницькій районній лікарні. У травні 1941 року знову призваний в армію. З жовтня 1945 року жив і працював лікарем-хірургом у м. Самборі (Львівська область, Україна). Був першим завідувачем відділу хірургії Самбірської центральної районної лікарні. Працював викладачем хірургії в Самбірському медичному училищі. Похований у місті Самборі на міському кладовищі.
Під час війни
З початком війни був лікарем-хірургом хірургічного відділу шпиталю Брянського фронту, а з жовтня 1942 року начальник першого хірургічного відділу шпиталю-2579 Першого українського фронту. Закінчив війну у Берліні, майор медичної служби. Нагороджений двічі орденом «Червоної зірки» (20.09.1944 та 13.05.1945), О́рденом Вітчизня́ної війни́ (II ступеня) та медаллю «За бойові заслуги» (11.03.1944), Медаль «За победу над Германией в Великой Отечественной войне 1941–1945 гг.» (09.05.1945).
Особисте життя
Сім'я: Дружина — Бекешко (Мойсієвич) Катерина Дмитрівна, донька Катеринославського присяжного повіреного, засудженого за антирадянщину. Дочка — Дмитришин (Бекешко) Наталія Іванівна, дитячий лікар. Онука — Вікторія.